# Chris Faddegon
Chris Faddegon (Delfzijl, 18 augustus 1954) is een Nederlands politicus namens de Partij voor de Vrijheid en organist. Faddegon is fractievertegenwoordiger namens de PVV in de Haagse gemeenteraad en werd op 4 juli 2024 beëdigd als Tweede Kamerlid namens deze partij.

## Biografie
Faddegon studeerde werktuigbouwkunde aan de Technische Hogeschool Delft en werkte vervolgens onder meer als technisch inkoper en projectmanager in het bedrijfsleven. Tijdens de Tweede Kamerverkiezingen 1998 stond Faddegon op nummer 4 op de lijst van Nederland Mobiel, die geen zetel haalde. Nadien werd hij beleidsmedewerker defensie van de PVV-fractie en werd in maart 2022 fractievertegenwoordiger in de Haagse gemeenteraad.

### Tweede Kamer
Tijdens de Tweede Kamerverkiezingen in 2023 stond Faddegon op plek 38 van de kandidatenlijst van de PVV, waardoor hij niet direct gekozen werd. Nadat meerdere Kamerleden van de PVV hun carrière vervolgden in het kabinet-Schoof werd hij op 4 juli 2024 alsnog gekozen tot lid van de Tweede Kamer der Staten-Generaal. Met 71 voorkeursstemmen was hij bij zijn aantreden het lid met de minste voorkeurstemmen van alle 150 zittende Kamerleden.

### Muzikale carrière
Faddegon was onder meer dirigent van een kerkelijk kinderkoor in Deventer en organist in kerken in Deventer, Den Haag, Noordwijk, Utrecht en Amsterdam. Hij was 38 jaar organist van de Duitse kerk in Den Haag en speelde ook elders in Europa. Samen met Isabel Delamarre heeft hij de cd Ave Maria uitgebracht.
In mei 2017 ontving Faddegon een onderscheiding van de Société académique Arts-Sciences-Lettres voor zijn inzet voor de Franse orgelmuziek.
Max Aardema · Reinder Blaauw · Maikel Boon · Vincent van den Born · Martin Bosma · Willem Boutkan · René Claassen · Patrick Crijns · Marco Deen · Teun van Dijck · Emiel van Dijk · Eric Esser · Chris Faddegon · Dion Graus · Peter van Haasen · Hidde Heutink · Patrick van der Hoeff · Léon de Jong · Alexander Kops · Gidi Markuszower · Rachel van Meetelen · Jeremy Mooiman · Edgar Mulder · Jeanet Nijhof-Leeuw · Joeri Pool · Dennis Ram · Robert Rep · Raymond de Roon · Peter Smitskam · Folkert Thiadens · Nico Uppelschoten · Jan Valize · Martine van der Velde · Elmar Vlottes · Marina Vondeling · Henk de Vree · Geert Wilders
- Parlement.com: vm9wirudlnk0